# NGC 7112
NGC 7112 = NGC 7113 ist eine elliptische Galaxie vom Hubble-Typ E im Sternbild Pegasus. Sie ist schätzungsweise 265 Millionen Lichtjahre von der Milchstraße entfernt.
Das Objekt wurde am 3. August 1864 von Albert Marth entdeckt.